# Андреевка-Печевая
Андреевка-Печевая — деревня в Клинцовском районе Брянской области в составе Лопатенского сельского поселения.

## География
Находится в западной части Брянской области на расстоянии приблизительно 18 км на северо-запад по прямой от районного центра города Клинцы.

## История
Основана в середине XVIII века как слобода при мельнице на территории Новоместской сотни (казачьего населения не имела).
С 1782 входила в состав Суражского повета, уезда (с 1861 в составе Тулуковской, Рожновской вол.), 
В 1859 году здесь (деревня Суражского уезда Черниговской губернии) учтено было 7 дворов, в 1892—31 двор.
в 1921-1929 в Клинцовском уезде (Рожновская, с 1924 Клинцовская вол.), 
с 1929 в Клинцовском районе. 
На карте 1941 года показана как Пичевая с 70 дворами.В середине XX века работал колхоз «Красный колос».

## Население
Численность населения: 92 человека (1859), 154 человека (1892), 320 человек (1926), 27 человек (2002), 4 человек (2010), 1 человек (2013).
Будет упразднена как фактически не существующая в связи с переселением всех жителей на постоянное место жительства в другие населённые пункты